# Riserva Navajo
La Riserva Navajo, Nazione Navajo o Navajoland (in navajo: Naabeehó Bináhásdzo, in inglese: Navajo Nation) è una riserva indigena che si trova a cavallo degli Stati dell'Arizona, Nuovo Messico e Utah, nel sud-ovest degli Stati Uniti.
Secondo quanto indicato dell'ufficio statunitense per il censimento (U.S. Census Bureau), la riserva ha una superficie di 71.000 km² ed al censimento del 2000 aveva una popolazione di 180.462 abitanti.
La riserva venne istituita nel 1868 all'interno del trattato stipulato fra i Navajo e il governo degli Stati Uniti dopo il fallito tentativo di confinamento dei Navajo a Bosque Redondo. Le dimensioni iniziali erano di circa 3,5 milioni di acri (14.100 km²), cioè circa un quarto delle dimensioni attuali.

## Geografia antropica

### Suddivisioni amministrative
La riserva è suddivisa in cinque agenzie che corrispondono alle cinque agenzie del Bureau of Indian Affairs (BIA) del Dipartimento degli Interni degli Stati Uniti. Ogni Agenzia è a sua volta suddivisa in Capitoli, detti Chapter house, simili alle contee, che costituiscono la più piccola entità politica della amministrazione Navajo.
- Agenzia di Chinle: capoluogo Chinle - 14 Capitoli;
- Agenzia orientale: capoluogo Crownpoint - 31 Capitoli;
- Agenzia di Fort Defiance: capoluogo Fort Defiance - 27 Capitoli;
- Agenzia di Shiprock: capoluogo Shiprock - 20 Capitoli;
- Agenzia occidentale: capoluogo Tuba City - 18 Capitoli.